# Shane Meadows
Shane Meadows (Uttoxeter, Inglaterra; 1972) es un director de cine y ocasionalmente actor.

## Biografía
Abandonó la escuela después de haber obtenido el grado básico. Comenzó su carrera elaborando cortometrajes con su familia y sus amigos, pero la ausencia de festivales de cine en su región frustraba cualquier posibilidad de éxito de estas producciones. Con el cortometraje Where's The Money, Ronnie?, Shane consigue llamar la atención de la industria del cine inglesa. Esto le da la oportunidad de realizar un documental para Channel 4 sobre Bartley Gorman, un boxeador de Uttoxerter, y viejo conocido de Shane. Con el dinero recaudado por este documental pudo realizar el largometraje Smalltime que fue aclamado por la crítica. Con el éxito de este pudo tener la oportunidad de filmar Twentyfour Seven, con este comienza un prolífica carrera que le ha llevado a convertirse en uno de los más prometedores personajes del cine inglés. Su estilo recuerda a Ken Loach y Mike Leigh.
Su película más conocida es This is England.

## Filmografía
- Small Time (1996)
- Twenty Four Seven (1997)
- A Room for Romeo Brass (1999)
- Once Upon a Time in the Midlands (2002)
- Dead Man's Shoes (2004)
- This Is England (2006)
- Somers Town (2008)
- Le Donk & Scor-zay-zee (2009)

### Cortometrajes
| 2007 - "Valentine" — Video musical - "Serious" — Video musical - "The Living Room" — Documental sobre el músico Gavin Clark 2005 - "The Stairwell" (2005) [15 s] 2004 - "Northern Soul" (2004) [30 min] 2000 - Shane's World (2000) [70 min] — "Macca's Men" — "The Man With No Name" — "The Poppa Squeeze Affair" — "Three Tears for Jimmy Prophet" — "Tank's Top Tips" 1999 - "Le Donk Episodic One Slap" (1999) [19 min] - "Le Donk Episodic Two Slap" (1999) [15 min] - "Billy Gumbo" (1999) [10 min] - "Willy Gumbo" (1999) [20 min] - "Le Donk Rat Attack" (1999) [15 min] - "Simon Stanway 3" (1999) [5 min] - "Gary Golfer" (1999) [8 min] - "Eric D'ya Get the Jisto" (1999) [5 min] - "Stars of Track and Field" (1999) [30 min] 1998 - "Paul, Simon, Dominic and Snowy Cabrerra" (1998) [14 min] - "Daihatsu Domino" (1998) [9 min] - "Size Sixteen Feet" (1998) [6 min] - "There was a Wolf in the Room Mum, and it was Dying" (1998) [2 min] - "It was just a little Chimp, about six inches tall and he wore a little red sweater" (1998) [5 min] - "Autumn in the Heart" (1998) [7 min] - "Hospital Stanway" (1998) [9 min] - "A Room for Romeo Brass rehearsals" (1998) [11 min] - "All the Way Through" (1998) [5 min] | 1997 - "Come Back Dominic Dillon" (1997) [12 min] - "Waiting For the Winter" (1997) [16 min] - "In the Meantime Afternoon" (1997) [20 min] — documental - "A Room For Romeo Brass" (1997) [13 mins] 1996 - "The Rise and Fall of a Protection Agency" (1996) [20 min] - "Where's the Money, Ronnie?" (1996) [12 mins] — versión final - "Simon Stanway is Not Dead" (1996) [18 min] - "Torino Torino" (1996) [15 mins] — documental - "The Church of Alan Darcy" (1996) [8 min] 1995 - "The Pasta Twist" (1995) [11 min] - "The Stretch" (1995) [16 min] - "The Allotment Show" (1995) [2 min] - "Sneinton Junction" (1995) [6 min] - "Jock and John are Neighbours" (1995) [7 min] - "Black Wiggow" (1995) [10 min] - "King of the Gypsies" (1995) [6 min] — documental - "King of the Gypsies" (1995) [10 min] — documenal - "Kill Me Now, Mummy" (1995) [7 min] - "Karate Youth" (1995) [3 min] - "The Zombie Squad" (1995) [11 min] - "Where's The Money, Ronnie?" (1995) [14 min] — tercera versión - "A Glyde in the Park" (1995) [5 min] 1994 - "Where's the Money, Ronnie?" (1994) [10 min] — segunda versión - "Where's the Money, Ronnie?" (1994) [10 min] — primera versión - "The Datsun Connection" (1994) [13 min] - "The Murderer " (1994) [5 min] - "Little Man" (1994) [10 min] - "The Cleaner" (1994) [2 min] |

## Premios y distinciones
Festival Internacional de Cine de Venecia
| Año  | Categoría                        | Película        | Resultado |
| ---- | -------------------------------- | --------------- | --------- |
| 1997 | Premio FIPRESCI-Sección paralela | Twentyfourseven | Ganador   |